# Manne Östlund
Manne Valfrid Östlund född 1 maj 1904 i Österfärnebo i Gävleborgs län, död 5 maj 1957 i Valbo i Gävleborgs län, var en svensk målare, tecknare och skulptör.

## Biografi
Manne Östlund var son till bokhållaren Jonas Olsson-Östlund och Maria Andersson, och gift från 1941 med vävläraren Brita Evelina Persson. Efter att Östlund studerat ett år på Kungliga konsthögskolan i Stockholm debuterade han 1924 med en separatutställning i Gävle som följdes av en separatutställning 1926 där han visade sagoteckningar och karikatyrer, starkt influerade av Einar Nerman och Ivar Arosenius. Under 1930- och 1940-talen övergick han till en surrealistisk stil i Gösta Adrian-Nilssons anda för att senare närma sig den dekorativa surrealism som utövades av medlemmarna i Halmstadsgruppen.
Hans dekorativa förmåga togs i anspråk för en mängd offentliga arbeten och han bidrog bland annat till utformningen av Gävle museum 1940, som senare ledde till att han fick utföra museiarbeten på bland annat Nordiska museet, Hudiksvalls museum, Umeå museum, Skellefteå museum och Luleå museum. I slutet av 1940-talet anlitades han för att utföra ett flertal monumentala utsmyckningar med tak- väggmålningar, reliefer, mosaikarbeten och formgivning av järnsmiden.
Hans stora intresse för hembygdsvård ledde till en mängd uppdrag som i princip innebar att renovera hembygdsgårdar i Gävleborgs län samt tillvarata gästrikegårdarnas gamla folkkonst. Bland hans offentliga arbeten märks målningar i Valbo kommunhus, Årsunda kommunhus, Hagaströms skola, Forsbacka gravkapell, Storviks tingshus, Nordiska museet, glasmålningar i Bodegan i Gävle och Norrbo kyrka samt järnsmiden för ett flertal skolor och andra offentliga byggnader. Han tilldelades 1956 Gefle Dagblads kulturpris för "värdefull konstnärlig och kulturbevarande gärning". Förutom separatutställningar i Gävle ställde han ut tillsammans med Nils Söderberg i Gävle 1929 och tillsammans med Ruben Wallström och Nils Söderberg i Uppsala 1931. Han medverkade i Geflesalongen 1927, Kulturmässan i Gävle 1944 och i en utställning med Gävleborgskonst i på Göteborgs Konsthall och Uppsala 1935 samt Gävleborgs läns konstförenings länsutställningar 1943–1945 och 1947–1953. Han var representerad i utställningen Svenska akvareller 1925–1947 som visades på Konstakademien i Stockholm 1947. En minnesutställning med hans konst visades på Gävle museum 1958. 
Östlund var även anlitad som illustratör i Dagens Nyheter, Idun, Hälsingerunor 1935–1937 och Gävleborgs journalisters jultidning samt illustrationer till Barnbiblioteket Saga. Östlund ingick i en liten konstnärskoloni i Valbo, vilken, förutom honom själv, bestod av Fritz Smedberg, Alf Sundström och Nils Söderberg. Alla fyra odlade några år lyckosamt de ås- och slättlandskap som fanns i Valbotrakten.